# Cotorra de capell negre
La cotorra de capell negre (Pyrrhura rupicola) és una espècie d'ocell de la família dels psitàcids que habita la selva humida de l'est del Perú, nord de Bolívia i zona limítrofa del Brasil.